# Joseph B. Bennett
Joseph Bentley Bennett (* 21. April 1859 im Greenup County, Kentucky; † 7. November 1923 in Greenup, Kentucky) war ein US-amerikanischer Politiker. Zwischen 1905 und 1911 vertrat er den Bundesstaat Kentucky im US-Repräsentantenhaus.

## Werdegang
Joseph Bennett besuchte die öffentlichen Schulen seiner Heimat und unterrichtete danach selbst für einige Zeit als Lehrer. Nach einem anschließenden Jurastudium und seiner 1878 erfolgten Zulassung als Rechtsanwalt begann er ab 1880 in diesem Beruf zu arbeiten. Nebenbei war er seit 1885 auch im Handel tätig. Zwischen 1894 und 1901 fungierte Bennett als Bezirksrichter im Greenup County. Politisch war er Mitglied der Republikaner. In den Jahren 1900 und 1904 gehörte er dem Staatsvorstand seiner Partei an.
Bei den Kongresswahlen des Jahres 1904 wurde Bennett im neunten Wahlbezirk von Kentucky in das US-Repräsentantenhaus in Washington, D.C. gewählt, wo er am 4. März 1905 die Nachfolge des  Demokraten James Nicholas Kehoe antrat, den er bei der Wahl geschlagen hatte. Nach drei Wiederwahlen konnte er bis zum 3. März 1911 drei Legislaturperioden im Kongress absolvieren. Bei den Wahlen des Jahres 1910 unterlag er dem Demokraten William J. Fields. In der Folge praktizierte Joseph Bennett wieder als Anwalt.